# Capillaire kolom
Een capillaire kolom wordt gebruikt in een gaschromatograaf. Het is een heel dunne buis met een interne diameter van 0,1 - 0,53 mm en een lengte van tussen de 10 en 150 meter. De capillaire kolom wordt gebruikt om mengsels te scheiden. 
Op de wand aan de binnenkant van de capillaire kolom is een stof aangebracht, dit wordt de stationaire fase genoemd.
Het te scheiden mengsel wordt (meestal in gasvorm) naar het begin van de kolom gebracht. Een ander gas, het draaggas, ofwel de mobiele fase, neemt het te scheiden mengsel mee door de kolom. Doordat sommige componenten in het mengsel een sterkere affiniteit hebben met de stationaire fase dan andere componenten zullen deze de kolom niet gelijktijdig verlaten. De componenten worden aan het eind van de kolom waargenomen door de detector van de gaschromatograaf.
Capillaire kolommen zijn de opvolgers van gepakte kolommen, ze hebben een hogere scheidingskracht. Capillaire kolommen hebben gepakte kolommen in sterke mate verdrongen. Zij worden nu in veel laboratoria in gaschromatografen dagelijks gebruikt.

## Opbouw
De meeste capillaire kolommen zijn gemaakt van uiterst puur gesmolten silica, ook wel fused silica genoemd, met aan de buitenkant een laagje van polyimide ter preventie van breuk.
De stationaire fase aan de binnenkant van de kolom kan zowel een vaste stof zijn als een polymeer dat een vloeistofachtig karakter heeft. Indien het een vaste stof is, worden de kolommen PLOT-kolommen genoemd waarbij PLOT staat voor Porous Layer Open Tubular. Indien de stationaire fase een vloeistof is, worden de kolommen WCOT-kolommen (WCOT: Wall-Coated Open Tubular) genoemd.